# Eriostemma seidenschwarzii
|  | Dieser Artikel wurde aufgrund von formalen oder inhaltlichen Mängeln in der Qualitätssicherung Biologie zur Verbesserung eingetragen. Dies geschieht, um die Qualität der Biologie-Artikel auf ein akzeptables Niveau zu bringen. Bitte hilf mit, diesen Artikel zu verbessern! Artikel, die nicht signifikant verbessert werden, können gegebenenfalls gelöscht werden. Lies dazu auch die näheren Informationen in den Mindestanforderungen an Biologie-Artikel. |

Eriostemma seidenschwarzii ist eine Art der Gattung Eriostemma in der Familie der Hundsgiftgewächse (Apocynaceae). Die Art wurde nach Franz Seidenschwarz benannt.

## Beschreibung
Die Art unterscheidet sich von Eriostemma ciliata (Elmer ex C.M.Burton) Kloppenb. & Gilding. Die Blütenfarbe ist hier blassgrün [und gelblich], nicht annähernd schwarz, und sie hat auch keine gefurchten Blattstiele und sowohl die Blattstiele, als auch die Kelchblätter sind viel mehr bewimpert oder behaart. Die koronale Säule ist hier sehr lang und prominent, nicht „sehr kurz“, unter den vielen Unterschieden.
Sie ist nur von einem Standort bekannt, einem Kalksteinhügel im Zentrum der Insel Cebu auf den Philippinen.
Die Hauptblütezeit ist von März bis Mai.